# Зблево (гмина)
Зблево (пол. Zblewo) — сельская гмина (волость) в Польше, входит как административная единица в Старогардский повет, Поморское воеводство. Население — 10 738 человек (на 2004 год).

## Демография
| Перепись                       | Всего   | Всего | Женщины | Женщины | Мужчины | Мужчины |
| ------------------------------ | ------- | ----- | ------- | ------- | ------- | ------- |
| Единицы                        | человек | %     | человек | %       | человек | %       |
| Население                      | 10 738  | 100   | 5445    | 50,7    | 5293    | 49,3    |
| Плотность населения (чел./км²) | 77,8    | 77,8  | 39,5    | 39,5    | 38,4    | 38,4    |

## Соседние гмины
1. Гмина Калиска
2. Гмина Любихово
3. Гмина Скаршевы
4. Гмина Стара-Кишева
5. Гмина Старогард-Гданьски